# Antonio María Javierre Ortas
Antonio María Javierre Ortas S.D.B. (Siétamo (Huesca); 21 de febrero de 1921 - Roma; 1 de febrero de 2007), cardenal español salesiano de la Curia romana .

## Biografía
Nació en Siétamo (Huesca) el 21 de febrero de 1921. En 1940, con 19 años, ingresó en la Congregación Salesiana y fue ordenado sacerdote el 24 de abril de 1949. 
Estudió Teología en la Universidad Pontificia de Salamanca y prosiguió sus estudios en Roma y Lovaina.

### Profesor en Roma
Durante veinticinco años fue profesor de Teología Fundamental en el Pontificio Ateneo Salesiano de Roma. Fue decano de su facultad de Teología (1959-1971) y rector (1971-1974). Fue durante su gobierno de esta institución cuando obtuvo el rango de universidad pontificia. Asesoró al episcopado español durante el Concilio Vaticano II en torno al tema del ecumenismo.

### Al servicio de la Santa Sede
En 1976 fue nombrado secretario de la Congregación para la Educación Católica y consagrado obispo. 
Entre 1988 y 1991 fue prefecto del Archivo Vaticano y de la Biblioteca Vaticana. El papa Juan Pablo II le otorgó el título de cardenal diácono el 28 de junio de 1988. De 1996 a 1999 ocupó el cargo de prefecto de la Congregación para el Culto Divino y la Disciplina de los Sacramentos. Fue elevado al rango de cardenal presbítero del mismo título el 9 de enero de 1999.
En los últimos meses de su vida estaba en un tratamiento de diálisis. Un día antes de morir estuvo oficiando una misa con motivo de la celebración de San Juan Bosco. Falleció el 1 de febrero de 2007 en Roma a causa de un infarto a la edad de 85 años. Sus exequias fueron celebradas por el papa Benedicto XVI en San Pedro. Su cuerpo descansa en las Catacumbas de San Calixto.
Hermano del también sacerdote y periodista José María Javierre Ortás.